# Tinnitus
Tinnitus findes i to typer:
Subjektiv tinnitus, der er et symptom på beskadiget hårceller (hårcelledegeneration) i indre øre (99 %) og ses ved høretab. (1)
Objektiv tinnitus, der ledsagesymptom til en muskulær eller vaskulær lidelse (1 %). (2)
Lokalt i øret kan der være tale om høretab pga. støj, øreinfektioner, ophobning af ørevoks. I nervesystemet kan det være neurologiske sygdomme (nerve- eller hjerneskader) eller belastninger som følge af forgiftninger, øvrige infektionssygdomme. 

## Symptomer
Opfattelsen af den indre lyd kan have mange forskellige udtryk. Nogle bemærker en susen, heraf det tidligere anvendte udtryk øresusen. Andre opfatter en kimen, ringetone, noget, der kan minde om musik, eller kliklyde, maskin-, industri- og naturlyde.
Lyden høres kun af personen selv (i de allerfleste tilfælde) og er ikke forårsaget af kilder fra omgivelserne. Nogle oplever at høre lyden alene i det ene øre eller mest markant i det ene øre. Andre oplever lyden ligeligt i begge ører, mens andre igen har en mere uklar oplevelse at høre noget et eller andet sted i hovedet.
Allerede i antikken er tinnitus beskrevet, og navnet stammer fra det latinske ”tinnere”, som betyder at ringe.

## Hyppighed og udbredelse
Tinnitus er et hyppigt symptom, som mellem 40-45% af befolkningen har oplevet i kortere eller længere tid. Ca. 10% af den voksne befolkning har tinnitus ofte eller næsten konstant, mens mellem ½ og 1% har tinnitus i en sådan grad, at de oplever, at deres livskvalitet bliver påvirket.
Alle aldersgrupper kan få tinnitus, men den er mest udbredt hos voksne mennesker og specielt hos ældre. Tinnitus er ikke arveligt.

## Årsager
Alle øresygdomme kan være ledsaget af eller forårsage tinnitus. Tinnitus optræder oftest sammen med nedsat hørelse på grund af alder eller i forbindelse med en kraftig støjpåvirkning gennem lang tid. Sansecellerne i det indre øre (hårcellerne) kan have taget skade, hvilket medfører, at forkerte nervesignaler bliver sendt til hjernen. Disse signaler kan opleves som tinnituslyd.

Objektiv tinnitus:
Vaskulær tinnitus er pulssynkron og skyldes vaskulære anomalier eller tumorer i mellemøret.
Muskulær tinnitus er myoklonier i musculus tensor tympani, m. stape- dius eller muskler i rhinopharynx eller den bløde gane. (3,4)
Visse former for medicin kan udløse tinnitus. Fx kan acetylsalicylsyre (i Aspirin, Kodimagnyl etc.) i høje doser give tinnitus.

## Forløb
Tinnitus kan udvikles over lang tid og oplevelsen af tinnitus kan variere over tid.
De færreste slipper af med tinnitus, da den tilgrundliggende sygdom ofte ikke kan kureres.
Hårcellerne er beskadiget og der findes ingen god behandling af de strukturelle læsioner.

## Undersøgelse
En ørelæge kan undersøge, om der skulle være en årsag, som umiddelbart kan forklares og behandles, f.eks. store mængder ørevoks. Ørelægen kan henvise til en øreafdeling for en mere grundig øre-næse-halsundersøgelse og evt. høreprøver.
En måde at “beskrive” tinnitus på klinisk, er at præsentere patienten for forskellige toner, indtil man finder en lyd, som personen synes ligner hans tinnitus. Da målingerne i øvrigt ingen betydning har for den behandling, man kan tilbyde, er man mange steder ophørt med dem.
Ved objektiv tinnitus KAN man høre tinnitus ved stetoskopi med et almindeligt stetoskop eller et ørestetoskop (næseoliven monteret på et stetoskop og placeret i øregangen) hørtes ganske tydeligt kliklyde.
Objektiv tinnitus er altså BÅDE et symptom og et objektiv fund. (3)

## Behandling
Hvis årsagen er kendt, bør man behandle grundsygdommen.
Ved mellemøresygdom kan tinnitus forsvinde efter behandling af sygdommen.
Der er betydelig “disease mongering” indenfor området og patienter bør derfor forholde sig aldeles skeptiske overfor samtlige “behandlingstilbud”.
Som udgangspunkt kan man spørge ind til evidensgrundlaget for en behandling og kræve dokumentation for behandlingseffekt.

### Kognitiv adfærdsterapi
Der er dokumentation for, at kognitiv adfærdsterapi er effektiv for patienter med tinnitus. Selvom der ikke blev opnået nogen reduktion i den opfattede lydstyrke af tinnitus, faldt tegnene på depression, den generelle livskvalitet blev forbedret, og tinnitus blev vurderet som mindre belastende.

### Akustisk maskering
Ved hjælp af en ydre lydkilde forsøger man at ændre måden, man opfatter tinnitus på.
Ved nedsat hørelse kan et høreapparat være et godt hjælpemiddel, også i forbindelse med tinnitus.
Let baggrundsstøj (musik eller radio) kan være en fordel, idet oplevelsen af tinnitus kan forstærkes ved stilhed. Nogle patienter oplever god lindring ved blandet støj, for eksempel lyden fra en fodboldkamp i tv, hvor handlingen måske også afleder opmærksomheden.
Producenter af høreapparater er også gået ind på markedet for tinnituspatienter, idet der findes såkaldte tinnitusmaskere, desensibiliseringsinstrumenter eller støjgeneratorer. Det er apparater i øret, lignende et høreapparat, som udsender hvid støj.
Problemer med indsovning kan muligvis skyldes, at der er stille, så der ikke er andre lyde eller stimuli, der kan maskere tinnituslyden. Der sælges maskere/lydgeneratorer, der kan placeres ved sengen, f.eks. med havets brusen, fuglefløjt, afspændende lyde osv.

### Neuromodulerende teknikker
Disse metoder fokuserer på at modulere den hjerneaktivitet, der er involveret i tinnitus. De virker ved at stimulere eller hæmme specifikke områder i hjernen, som ofte er overaktive hos tinnituspatienter. Dette kan hjælpe med at reducere den aktivitet i hjernen, der frembringer tinnituslyden.
- Ikke-invasive neuromodulerende teknikker som transkraniel magnetstimulering (TMS) og transkraniel jævnstrømsstimulering (TDCS) ser ud til at være lovende metoder til at reducere tinnitus. Disse teknikker kan modulere hjernecellernes aktivitet og hæmme de overaktive områder, der forårsager tinnitus. Disse teknikker betragtes som sikre.[3][4]
- Bimodal neuromodulation: I 2023 godkendte den amerikanske FDA en ikke-invasiv tinnitusbehandling kaldet Lenire, som består af et bimodalt neuromodulationsapparat. Behandlingen er også godkendt i Danmark og andre europæiske lande. Bimodal neuromodulation er en innovativ metode til at ændre de auditive områder i hjernen permanent. Den er baseret på samtidig indgivelse af auditive og somatosensoriske stimuli, som påvirker de auditive områder i hjernen og, takket være mekanismen for neuronal plasticitet, fører til en varig dæmpning af tinnitus. Dets effekt er blevet påvist i flere kliniske studier, senest i et enkeltarmet kontrolleret klinisk studie på flere steder. [5]

## Prognose
Der findes ingen kur af subjektiv tinnitus. Da den underliggende øresygdom med hårcelletab ofte er kronisk, kan tinnitus ikke fjernes. Det er dog muligt at lindre symptomerne. 
Derimod er der behandlingsmuligheder for patienter med objektiv tinnitus.